# Personalhistorisk tidsskrift
Personalhistorisk tidsskrift er et dansk tidsskrift om personalhistorie og slægtsforskning.
Tidsskriftet blev oprettet i 1880 og udgives af Samfundet for Dansk Genealogi og Personalhistorie.
Nuværende redaktør er Torben Albret Kristensen

## Redaktører
- 1880-1882: F. Krarup
- 1883-1889: G.L. Wad
- 1890-1894: H.W. Harbou
- 1894-1897: G.L. Grove
- 1898-1899: C.E.A. Schøller
- 1900-1910: G.L. Grove
- 1910-1927: Paul Hennings[3]
- 1928-1948: H. Hjorth-Nielsen[4]
- 1949-1953: Albert Fabritius
- 1955-1965: Sven Houmøller[5]
- 1966-1980: Hans H. Worsøe[6]
- 1980-1985: Finn Andersen
- 1985-1988: Poul Steen
- 1988-1997: Tommy P. Christensen
- 1997-2000: Jørgen Mikkelsen
- 2001-2003: Michael Bach, Thit Birk Petersen og Jørgen Mikkelsen
- 2004-2005: Michael Bach
- 2006-2007: Stella Borne Mikkelsen
- 2007-2011: Michael Dupont
- 2011-2012: Katharina Zander
- 2013: Maria Hvid Kargaard
- 2013-2014: Thit Birk Petersen
- 2015-2021: Ronja Hougner Vejdegren.
- 2022-: Torben Albret Kristensen